# 1569
Відродження •  Реформація •  Доба великих географічних відкриттів •  Ганза •  Річ Посполита •  Нідерландська революція •  Релігійні війни у Франції

## Геополітична ситуація
Османську державу очолює Селім II (до 1574). Імператором Священної Римської імперії є Максиміліан II Габсбург (до 1572). У Франції королює Карл IX Валуа (до 1576).
Апеннінський півострів за винятком Папської області та Венеційської республіки належить Священній Римській імперії.
Королем Іспанії та правителем Нижніх земель є Філіп II Розсудливий (до 1598). В Португалії королює Себастьян I Бажаний (до 1578). Королевою Англії є Єлизавета I (до 1603). Король Данії та Норвегії — Фредерік II (до 1588). Король Швеції — Юхан III (до 1592). Королем Угорщини та Богемії є імператор Максиміліан II Габсбург (до 1572).
Королем Речі Посполитої, якій належать українські землі, є Сигізмунд II Август (до 1572).
У Московії править Іван IV Грозний (до 1575). На заході євразійських степів існують Кримське ханство, Ногайська орда. Єгиптом володіють турки. Шахом Ірану є сефевід Тахмасп I.
У Китаї править династія Мін. Значними державами Індостану є Імперія Великих Моголів, Біджапурський султанат, Віджаянагара. В Японії триває період Муроматі.
Триває підкорення Америки європейцями. На завойованих землях існують віцекоролівства Нова Іспанія та Нова Кастилія. Португальці освоюють Бразилію.

## Події

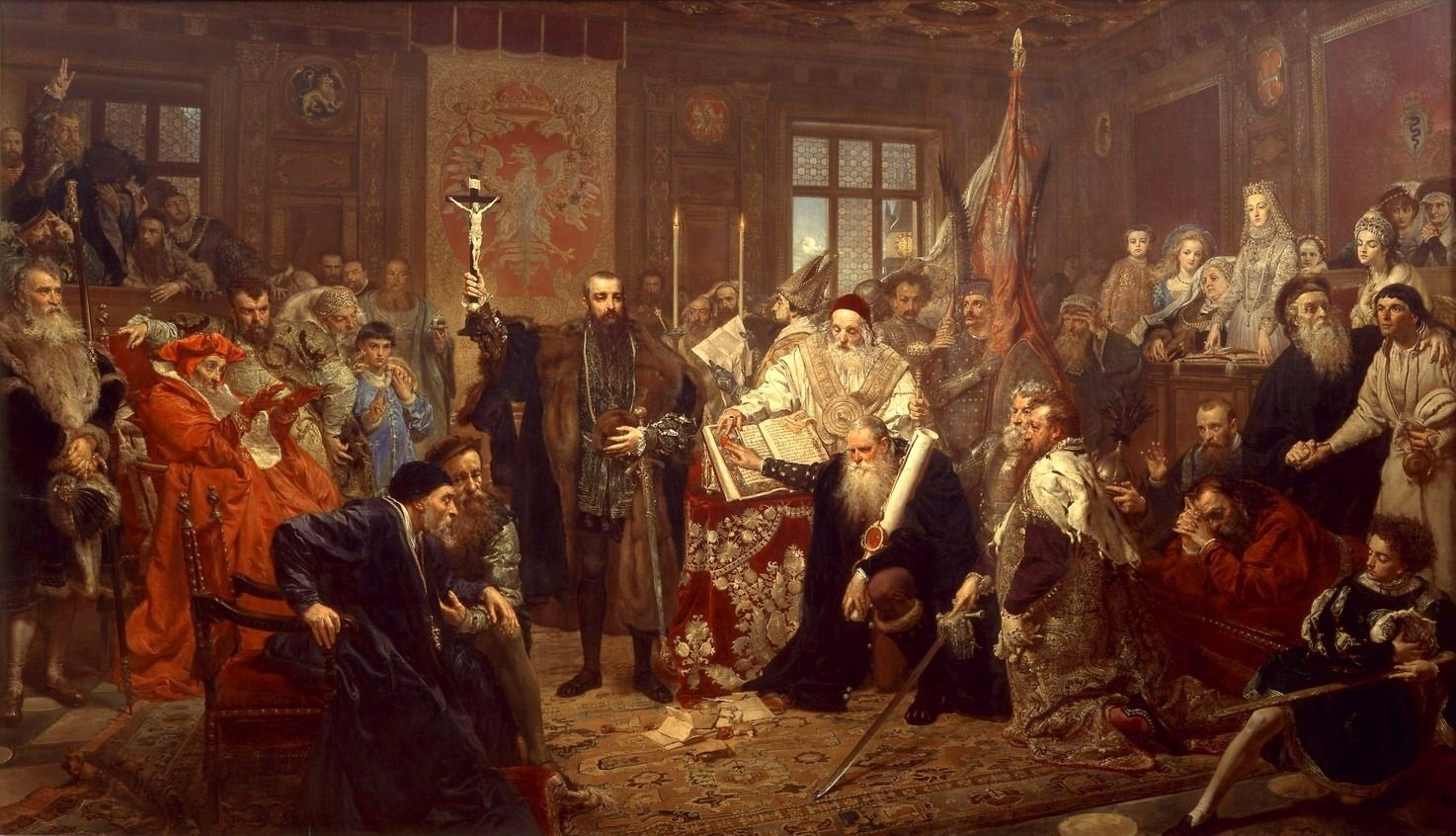
Люблінська унія. Картина Яна Матейка.

### В Україні
- Люблінська унія об'єднала в одну державу Річ Посполиту королівство Польське та Велике князівство Литовське. Переважна більшість українських земель опинилися у складі однієї держави.
  - 10 січня — після кількарічних попередніх дебатів у Любліні розпочався спільний сейм станів Польської Корони та Великого князівства Литовського, присвячений питанням об'єднання двох держав.
  - 5 березня проголошено акт інкорпорації до складу Корони Польської Підляшшя та Волині, які належали перед тим Великому князівству[1].
  - 28 червня підписано Люблінську унію.
  - 1 липня Унію затверджено польським і литовським сеймами. При цьому Велике князівство Литовське, як i Польська Корона, залишалися самостійними політичними організмами з окремими вищими адміністраціями, власними скарбницями, військами, судово-правовими системами.

- Письмова згадка про Роздол (смт Розділ), Серкізів (Турійський район).

### У світі
- Туреччина здійснила невдалий похід на Астрахань, захоплений нещодавно Московією.
- Французькі релігійні війни:
  - Французькі роялісти завдали поразки гугенотам у битві при Жарнаці, що відбулася 13 березня. Людовик I Бурбон-Конде потрапив у полон, де його вбили.
  - У липні-вересні гугеноти на чолі з Гаспаром Коліньї взяли в облогу Пуатьє.
  - До кінця року роялісти-католики на чолі з герцогом Анжу змусили гугенотів відступити.
- Ерли північних областей Англії підняли повстання проти королеви Єлизавети I в підтримку Марії I Стюарт, однак воно швидко зазнало поразки.
- До Гранади для придушення Альпухарського повстання морисків прибув Хуан Австрійський.
- Козімо I Медічі отримав титул Великого герцога Тоскани.
- Герард Меркатор уперше використав меркаторову проєкцію для побудови карти світу.
- Правитель Великих моголів Акбар I Великий заснував місто Фатехпур-Сікрі, що стане його столицею.
- зникла Конфедерація Маджа-ас (сучасні Філіппіни)

## Народились
Докладніше: Народилися 1569 року
- 25 листопада — Фрідріх Кеттлер, герцог Курляндії і Семигалії.

## Померли
Докладніше: Померли 1569 року
- 5 вересня — В Брюсселі помер нідерландський живописець і рисувальник Пітер Брейгель Старший.